# Cantó de Saint-Pois
El cantó de Saint-Pois és un cantó francès del departament de la Manche, situat al districte d'Avranches. Té 10 municipis i el cap es Saint-Pois.

## Municipis
- Boisyvon
- La Chapelle-Cécelin
- Coulouvray-Boisbenâtre
- Lingeard
- Le Mesnil-Gilbert
- Saint-Laurent-de-Cuves
- Saint-Martin-le-Bouillant
- Saint-Maur-des-Bois
- Saint-Michel-de-Montjoie
- Saint-Pois

## Història
| Data d'elecció                           | Identitat           | Partit                     | Qualitat |
| ---------------------------------------- | ------------------- | -------------------------- | -------- |
| 1945-1964                                | Jean Lucq           | Divers droite              |          |
| 1964-1982                                | Gonzague de Broglie | Divers droite, després UDF |          |
| 1982-1994                                | Albert Goujon       | UDF                        |          |
| 1994-2008                                | Gérard Chénel       | RPR                        |          |
| 2008-                                    | Philippe Bas        | UMP                        |          |
| les dades anteriors no són pas conegudes |                     |                            |          |
|                                          |                     |                            |          |

## Demografia
| A partir de 1990: Població sense dobles comptes |